# Marechiare
Marechiare este un cântec napolitan din 1886, textul fiind scris de Salvatore di Giacomo cu doi înainte de publicarea cântecului în 1886, iar muzica a fost compusă de Francesco Paolo Tosti. 
Salvatore di Giacomo a povestit că a scris textul la o masă a unei cafenele din Piazza Triesto e Trento.
În 1914 s-a turnat filmul "A Marechiaro 'nce stà na fenesta" în regia Elvirei Notari, primul exemplu de regizoare, pelicula povestind o dramă pasională inspirată de faimosul cântec al lui Di Giacomo și Tosti.
| - Textul în napolitană: Quanno sponta la luna a Marechiare pure li pisce nce fann' a l'ammore, se revotano l'onne de lu mare, pe la priezza cagneno culore quanno sponta la luna a Marechiare. A Marechiare nce sta na fenesta, pe' la passione mia nce tuzzulea, nu carofano adora int'a na testa, passa l'acqua pe sotto e murmuléa, A Marechiare nce sta na fenesta Ah! Ah! A Marechiare, a Marechiare, nce sta na fenesta. Chi dice ca li stelle so lucente nun sape l'uocchie ca tu tiene nfronte. Sti doje stelle li saccio io sulamente. dint'a lu core ne tengo li ponte. Chi dice ca li stelle so lucente? Scetate, Carulì, ca l'aria è doce. quanno maie tanto tiempo aggio aspettato? P'accompagnà li suone cu la voce stasera na chitarra aggio portato. Scetate, Carulì, ca l'aria è doce. Ah! Ah! O scetate, o scetate, scetate, Carulì, ca l'area è doce. | - Traducerea în română: Când iese luna în Marechiaro, chiar și peștii fac dragoste. Valurile mării se revoltă, de bucurie își schimbă culoarea Când iese luna în Marechiaro! În Marechiaro este o fereastră; pasiunea mea bate la ea. O garoafă parfumată într-o vază, trece apa pe sub ea și murmură. În Marechiaro este o fereastră! Ah, ah! În Marechiaro este o fereastră! Cine spune că stelele sunt luminoase nu știe acești ochi sub fruntea ta. Eu singur știu aceste două stele, înăuntru în inima mea sunt colțurile lor. Cine spune că stelele sunt luminoase. Trezește-te, Caruli, e-un aer plăcut! Cât pe pământ am să mai tânjesc eu mult? Pentru a însoți sunetele cu glasul meu, în seara asta am adus o chitară. Trezește-te, Caruli, e-un aer plăcut! Ah, ah |